# Peter Roos
Peter Roos (født 28. marts 1941 i København) er en dansk filmfotograf og søn af Jørgen Roos.

## Filmografi
- Støvsugerbanden (1963) - Fotograf assistent
- Skrammellegepladsen (1967) - Fotograf
- Kys til højre og venstre (1969) - Fotograf
- Ang.: Lone (1970) - Fotograf
- Er I bange? (1971) - Fotograf assistent
- Christa (1972) - 2nd-unit fotograf
- I din fars lomme (1973) - Fotograf
- Hærværk (1977) - Fotograf
- 92 minutter af i går (1978) - Fotografisk assistance
- Vil du se min smukke navle? (1978) - Fotograf
- Krigernes børn (1979) - Teknisk Instruktion, Fotograf
- Attentat (1980) - 2nd-unit fotograf
- Undskyld vi er her (1980) - Fotograf
- Langturschauffør (1981) - Fotograf
- Ulvetid (1981) - 2nd-unit fotograf
- Forræderne (1983) - Fotograf
- Suzanne og Leonard (1984) - Fotograf
- Walter og Carlo - op på fars hat (1985) - Fotograf
- Ofelia kommer til byen (1985) - 2nd-unit fotograf, Regissør
- Elvis Hansen - en samfundshjælper (1988) - Fotograf
- Kærlighed uden stop (1989) - Fotograf
- Den røde tråd (1989) - Fotograf
- Dagens Donna (1990) - 2nd-unit fotograf
- Manden der ville være skyldig (1990) - Fotograf
- Krummerne (1991) - Fotograf
- Krummerne 2 - Stakkels Krumme (1992) - Fotograf
- Krummerne 3 - Fars gode idé (1994) - Fotograf
- Sidste time (1995) - Fotograf
- Mørkeleg (1996) - Fotograf
- Skat - det er din tur (1997) - Fotograf assistent
- Sunes familie (1997) - Fotograf
- Surferne kommer (1998) - Fotograf
- Bertram og Co. (2002) - Fotograf
- Askepop - the movie (2003) - Fotograf

## Eksterne Henvisninger
- Peter Roos på Internet Movie Database (engelsk)
- Peter Roos på Filmdatabasen
- Peter Roos på danskefilm.dk
- Peter Roos på danskfilmogtv.dk
- Peter Roos på Scope
- Peter Roos på The Movie Database (engelsk)